# Saint-André-de-Roquepertuis
Pour les articles homonymes, voir Saint-André.
Saint-André-de-Roquepertuis (Sent Andrieu de Ròcapertús, en cévenol ; prononciation API : sẽnt ãndrieu de rɔkɔpertus ; transcription mistralienne : Sent Andriéu de Roco-pertus) est une commune française située dans le nord-est du département du Gard, en région Occitanie.
Exposée à un climat méditerranéen, elle est drainée par la Cèze et par divers autres petits cours d'eau. La commune possède un patrimoine naturel remarquable : trois sites Natura 2000 (la « forêt de Valbonne », « la Cèze et ses gorges » et les « garrigues de Lussan ») et cinq zones naturelles d'intérêt écologique, faunistique et floristique.
Saint-André-de-Roquepertuis est une commune rurale qui compte 576 habitants en 2022, après avoir connu une forte hausse de la population depuis 1962.  Elle fait partie de l'aire d'attraction de Bagnols-sur-Cèze. Ses habitants sont appelés les Saint-Andrépertusois ou  Saint-Andrépertusoises.

## Toponymie
Le premier terme, Saint-André, fait référence à l'église de la commune, qui est dédiée à cet apôtre de Jésus-Christ.
Le second terme, Roquepertuis, est formé de deux substantifs cévenols : ròca (roc, rocher) et de pertús (pertuis, défilé, gorge). Il peut se comprendre comme « le rocher du défilé, des gorges ». Ce rocher peut être identifié au Roc de l'Aiguille qui surplombe la sortie des gorges de la Cèze, sur la rive gauche de cet affluent du Rhône et qui se situe à la limite entre les communes de Saint-André-de-Roquepertuis et de Montclus.
Pour certains auteurs, Roquepertuis signifie la Roche percée. Alors la forme occitane aurait été Ròcapertusa. Par ailleurs, il n'y a pas de rocher percé sur le territoire de la commune ou dans les communes limitrophes.

## Géographie

### Situation

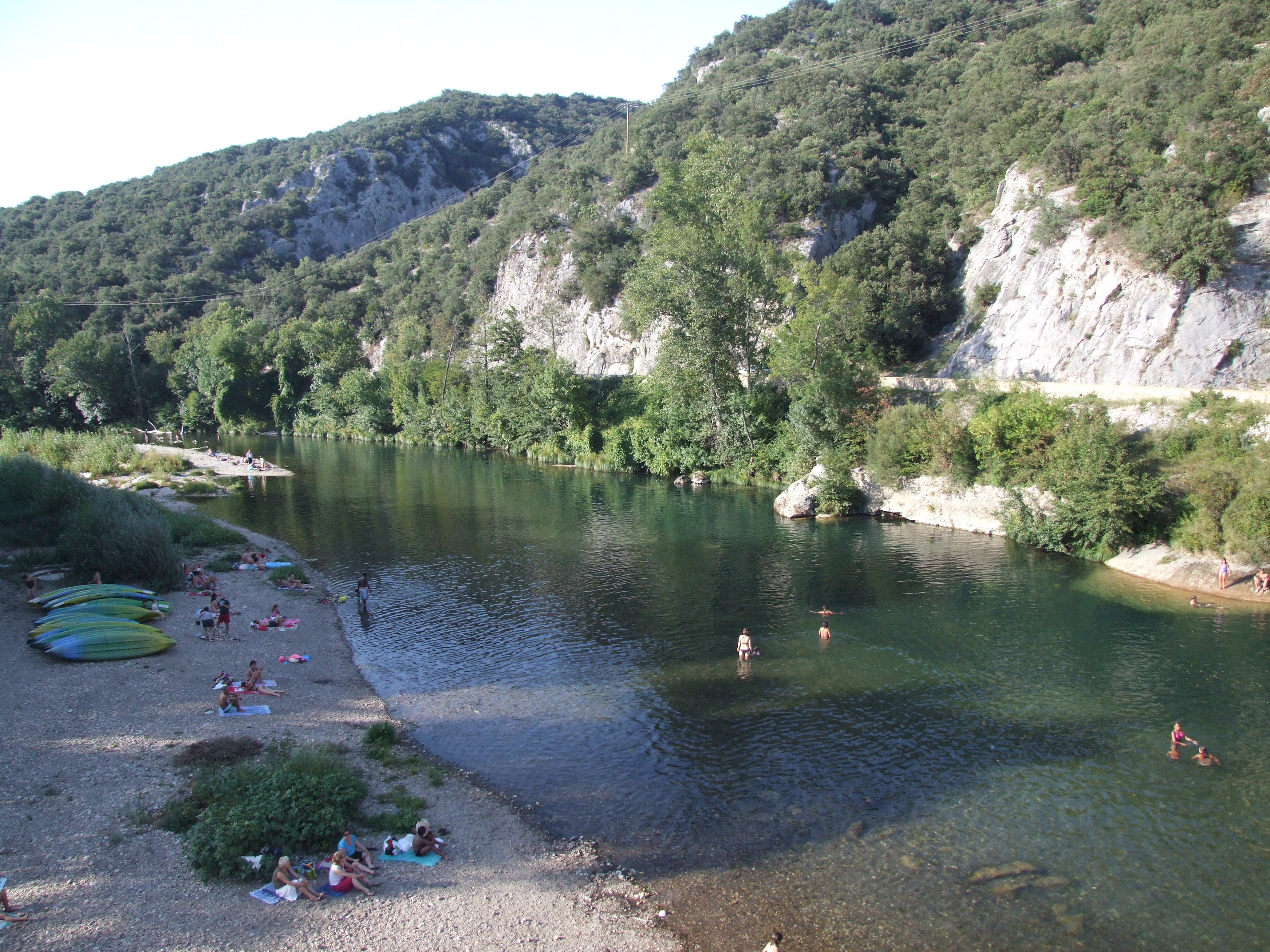
La Cèze.

La commune de Saint-André-de-Roquepertuis est localisée dans le nord-est du département du Gard. Elle est en bordure de la région Languedoc-Roussillon, à proximité des départements de l'Ardèche, du Vaucluse et de la Drôme. Elle fait partie de la basse vallée de la Cèze, qui la traverse en faisant un large coude et sert de limite avec la commune de Goudargues. Historiquement, Saint-André-de-Roquepertuis a toujours fait partie du Languedoc.
Saint-André est sur l'axe routier qui relie Bagnols-sur-Cèze, la vallée du Rhône et Barjac et au-delà les Cévennes, par la route départementale D980. La commune est distante de 20 km de Bagnols-sur-Cèze, de 15 km de Barjac. Les Gorges de l'Ardèche sont à 20 kilomètres de la commune, Nîmes à 70 km, Uzès à 40 km et Alès à 50 km.

### Climat
Pour des articles plus généraux, voir Climat de l'Occitanie et Climat du Gard.
En 2010, le climat de la commune est de type climat méditerranéen altéré, selon une étude s'appuyant sur une série de données couvrant la période 1971-2000. En 2020, Météo-France publie une typologie des climats de la France métropolitaine dans laquelle la commune est exposée à un climat méditerranéen et est dans la région climatique Provence, Languedoc-Roussillon, caractérisée par une pluviométrie faible en été, un très bon ensoleillement (2 600 h/an), un été chaud (21,5 °C), un air très sec en été, sec en toutes saisons, des vents forts (fréquence de 40 à 50 % de vents > 5 m/s) et peu de brouillards.
Pour la période 1971-2000, la température annuelle moyenne est de 13,2 °C, avec une amplitude thermique annuelle de 17,5 °C. Le cumul annuel moyen de précipitations est de 904 mm, avec 6,7 jours de précipitations en janvier et 3,3 jours en juillet. Pour la période 1991-2020, la température moyenne annuelle observée sur la station météorologique la plus proche, située sur la commune de Montclus à 4 km à vol d'oiseau, est de 13,7 °C et le cumul annuel moyen de précipitations est de 951,2 mm,. Pour l'avenir, les paramètres climatiques de la commune estimés pour 2050 selon différents scénarios d'émission de gaz à effet de serre sont consultables sur un site dédié publié par Météo-France en novembre 2022.

### Milieux naturels et biodiversité

#### Réseau Natura 2000

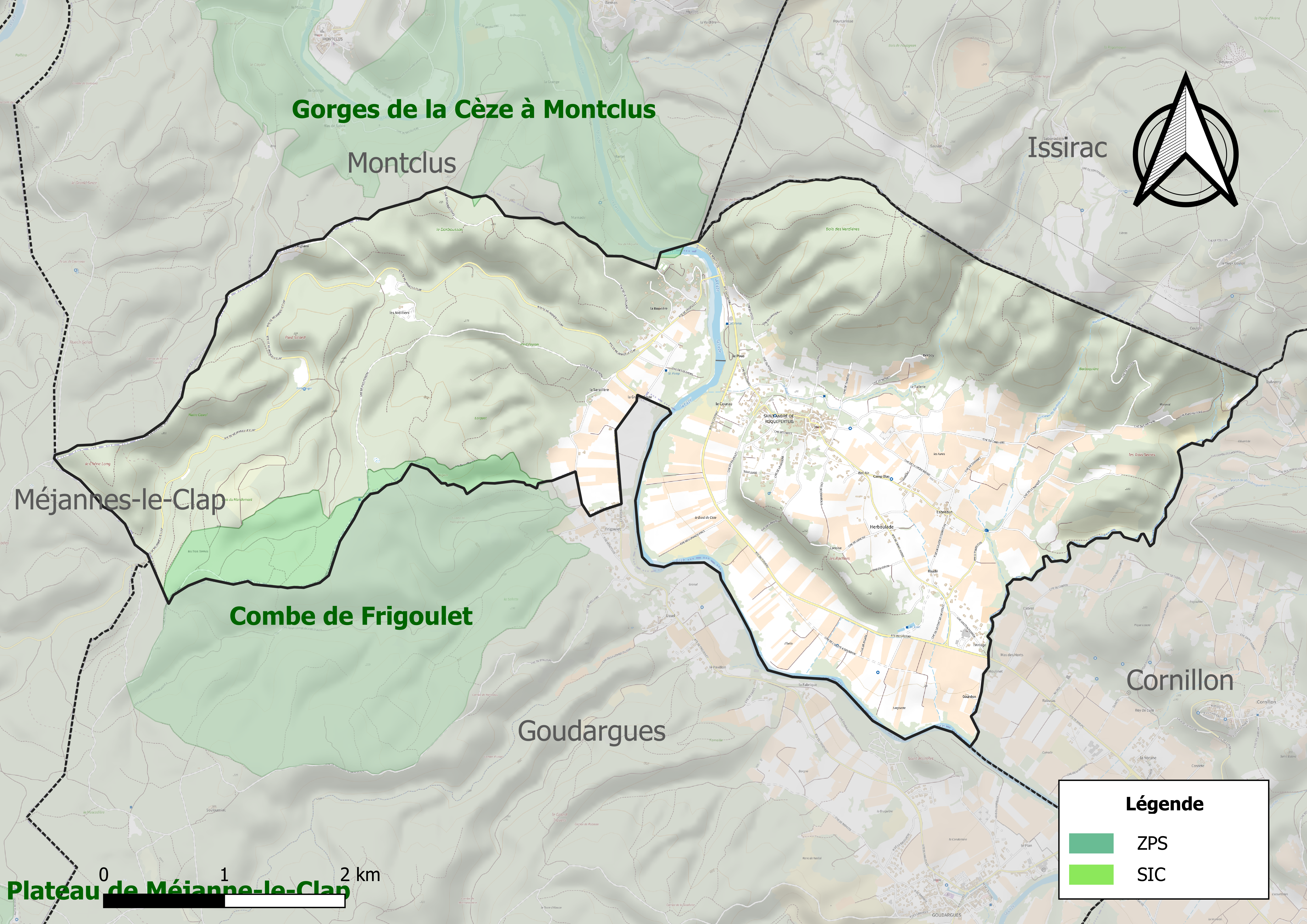
Sites Natura 2000 sur le territoire communal.

Le réseau Natura 2000 est un réseau écologique européen de sites naturels d'intérêt écologique élaboré à partir des directives habitats et oiseaux, constitué de zones spéciales de conservation (ZSC) et de zones de protection spéciale (ZPS).
Deux sites Natura 2000 ont été définis sur la commune au titre de la directive habitats :
- « la Cèze et ses gorges », d'une superficie de 3 550 ha, un territoire dont les principaux habitats naturels sont des formations méditerranéennes (Asplenion, Quercion ilicis) dans les gorges, avec notamment des descentes remarquables d'espèces montagnardes[13] ;
- la « forêt de Valbonne », d'une superficie de 5 052 ha, un milieu boisé avec des formations forestières remarquables. On y recense plus d'une dizaine d'espèces d'orchidées, de nombreux reptiles et amphibiens, oiseaux etc., ainsi qu'une végétation très diversifiée[14] ;

et un au titre de la directive oiseaux : 
- les « garrigues de Lussan », d'une superficie de 29 150 ha. Ce site abritait en 1999 un site de nidfication d'un couple de vautour percnoptère. Ce site constitue  un lien essentiel dans la petite population méditerranéenne résiduelle du Sud-Est de la France (comprenant une vingtaine de couples seulement), situé entre les noyaux d'Ardèche et Drôme-Isère, au nord, des gorges du Gardon, au sud, du Lubéron et des Alpilles, à l'est, du haut montpelliérais et des Gorges Tarn-Jonte[15].

#### Zones naturelles d'intérêt écologique, faunistique et floristique
L’inventaire des zones naturelles d'intérêt écologique, faunistique et floristique (ZNIEFF) a pour objectif de réaliser une couverture des zones les plus intéressantes sur le plan écologique, essentiellement dans la perspective d’améliorer la connaissance du patrimoine naturel national et de fournir aux différents décideurs un outil d’aide à la prise en compte de l’environnement dans l’aménagement du territoire.
Une ZNIEFF de type 1 est recensée sur la commune :
la « combe de Frigoulet » (337 ha), couvrant 2 communes du département et quatre ZNIEFF de type 2, : 
- les « gorges de la Cèze » (2 609 ha), couvrant 7 communes du département[18] ;
- le « massif du Bagnolais » (7 716 ha), couvrant 18 communes du département[19] ;
- le « plateau de Lussan et Massifs Boisés » (37 159 ha), couvrant 40 communes du département[20];
- la « vallée aval de la Cèze » (532 ha), couvrant 14 communes du département[21].

Carte des ZNIEFF de type 1 et 2 à Saint-André-de-Roquepertuis.
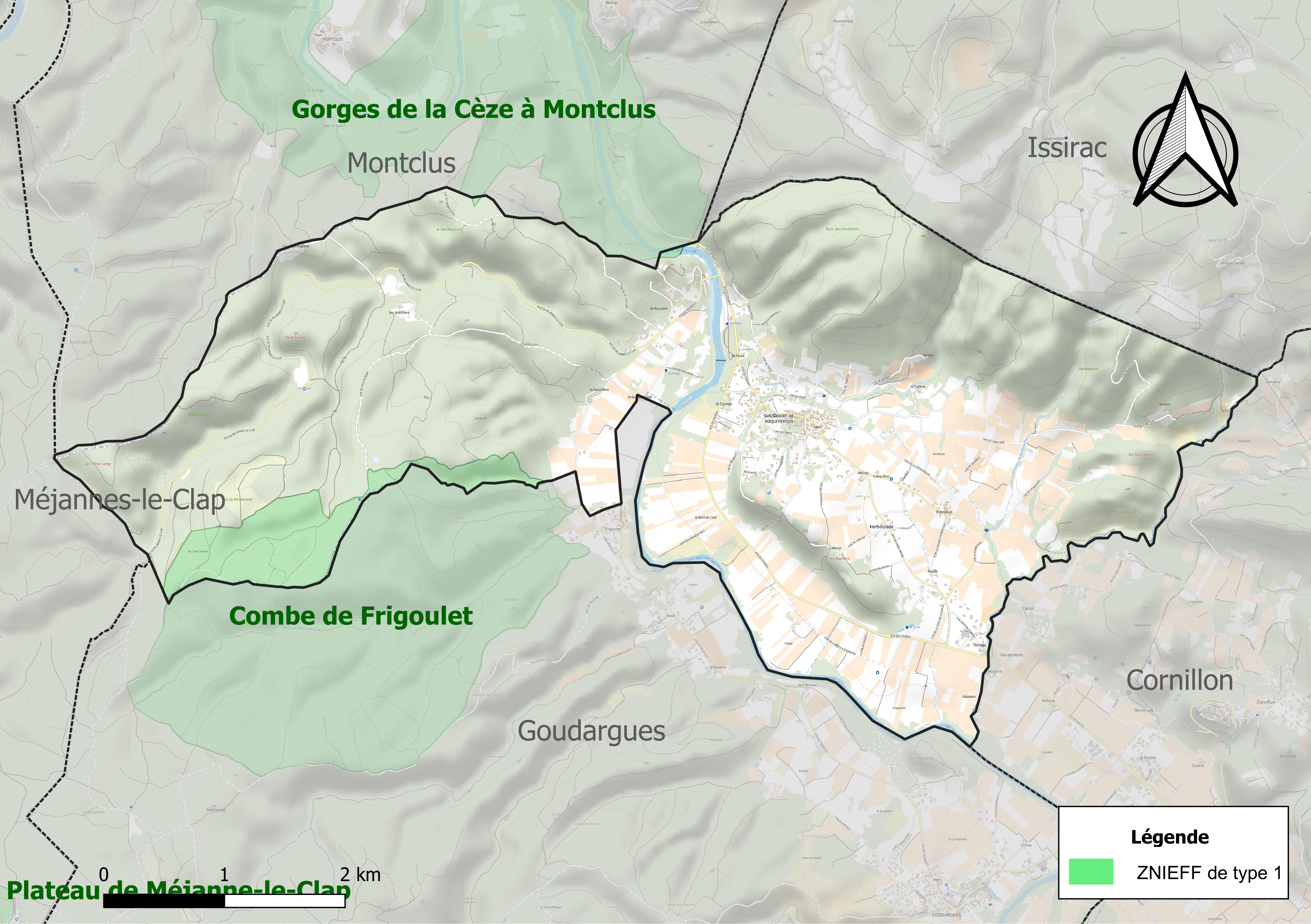
Carte de la ZNIEFF de type 1 sur la commune.
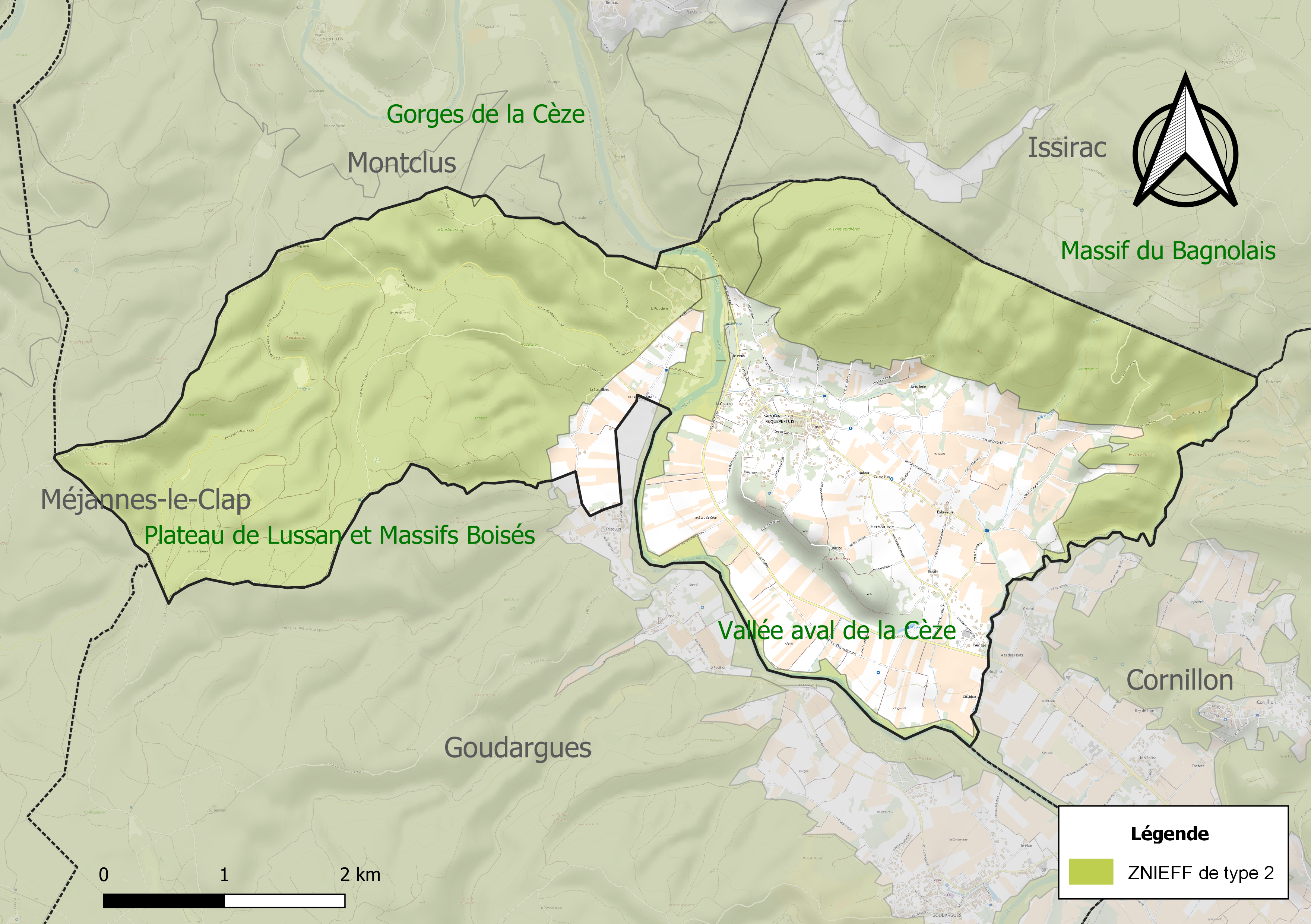
Carte des ZNIEFF de type 2 sur la commune.

## Urbanisme

### Typologie
Au 1er janvier 2024, Saint-André-de-Roquepertuis est catégorisée commune rurale à habitat dispersé, selon la nouvelle grille communale de densité à sept niveaux définie par l'Insee en 2022.
Elle est située hors unité urbaine. Par ailleurs la commune fait partie de l'aire d'attraction de Bagnols-sur-Cèze, dont elle est une commune de la couronne,. Cette aire, qui regroupe 30 communes, est catégorisée dans les aires de moins de 50 000 habitants,.

### Occupation des sols
L'occupation des sols de la commune, telle qu'elle ressort de la base de données européenne d’occupation biophysique des sols Corine Land Cover (CLC), est marquée par l'importance des forêts et milieux semi-naturels (64,6 % en 2018), une proportion sensiblement équivalente à celle de 1990 (64,1 %). La répartition détaillée en 2018 est la suivante : 
forêts (54,8 %), cultures permanentes (26,8 %), milieux à végétation arbustive et/ou herbacée (9,8 %), zones agricoles hétérogènes (6 %), zones urbanisées (2,7 %). L'évolution de l’occupation des sols de la commune et de ses infrastructures peut être observée sur les différentes représentations cartographiques du territoire : la carte de Cassini (XVIIIe siècle), la carte d'état-major (1820-1866) et les cartes ou photos aériennes de l'IGN pour la période actuelle (1950 à aujourd'hui).

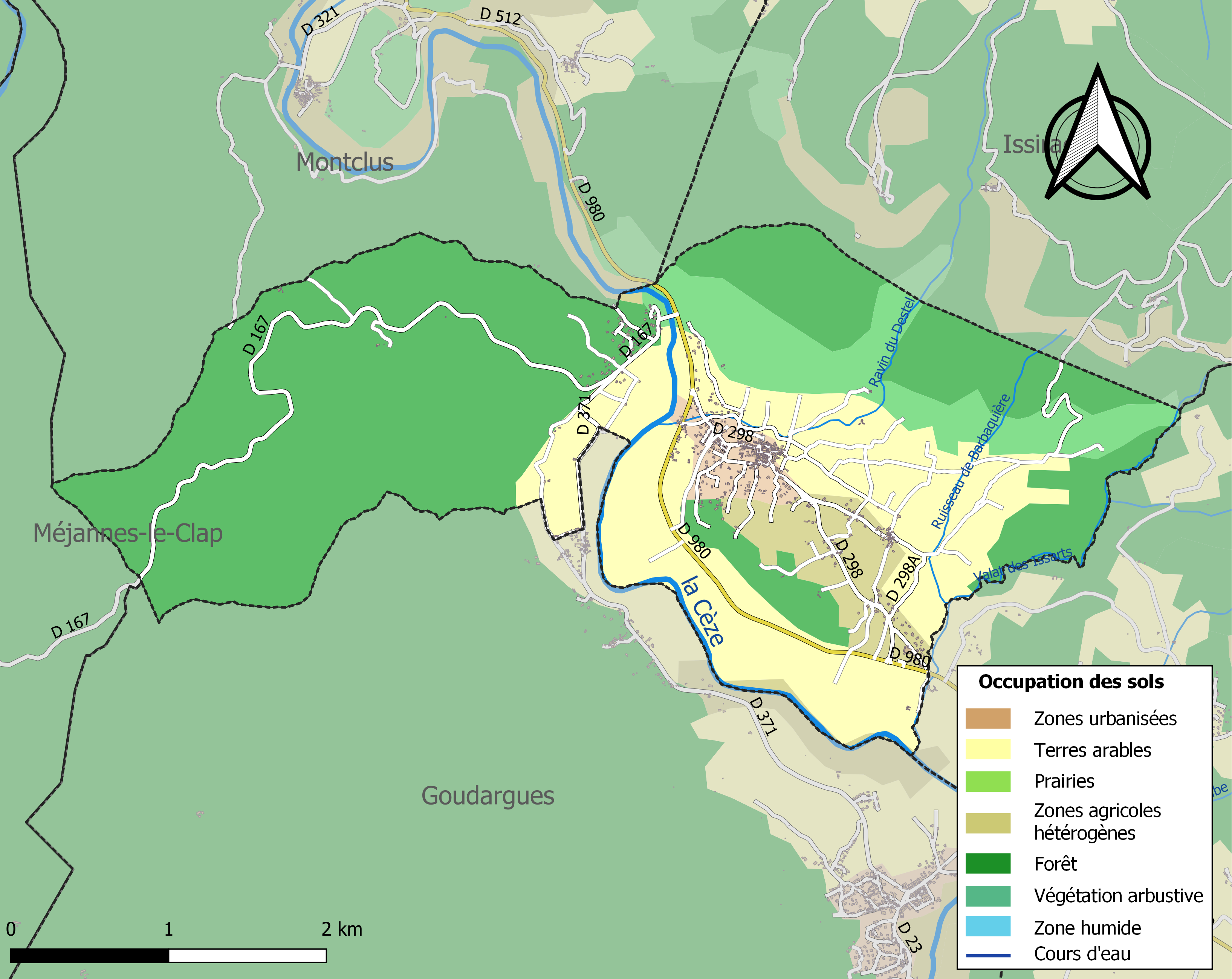
Carte des infrastructures et de l'occupation des sols de la commune en 2018 (CLC).

### Risques majeurs
Le territoire de la commune de Saint-André-de-Roquepertuis est vulnérable à différents aléas naturels : météorologiques (tempête, orage, neige, grand froid, canicule ou sécheresse), inondations, feux de forêts et séisme (sismicité modérée). Il est également exposé à un risque technologique, la rupture d'un barrage. Un site publié par le BRGM permet d'évaluer simplement et rapidement les risques d'un bien localisé soit par son adresse soit par le numéro de sa parcelle.

#### Risques naturels
Certaines parties du territoire communal sont susceptibles d’être affectées par le risque d’inondation par débordement de cours d'eau et par une crue torrentielle ou à montée rapide de cours d'eau, notamment la Cèze. La commune a été reconnue en état de catastrophe naturelle au titre des dommages causés par les inondations et coulées de boue survenues en 1982, 1988, 1991, 1994, 1995, 1998, 2002, 2006 et 2018,.

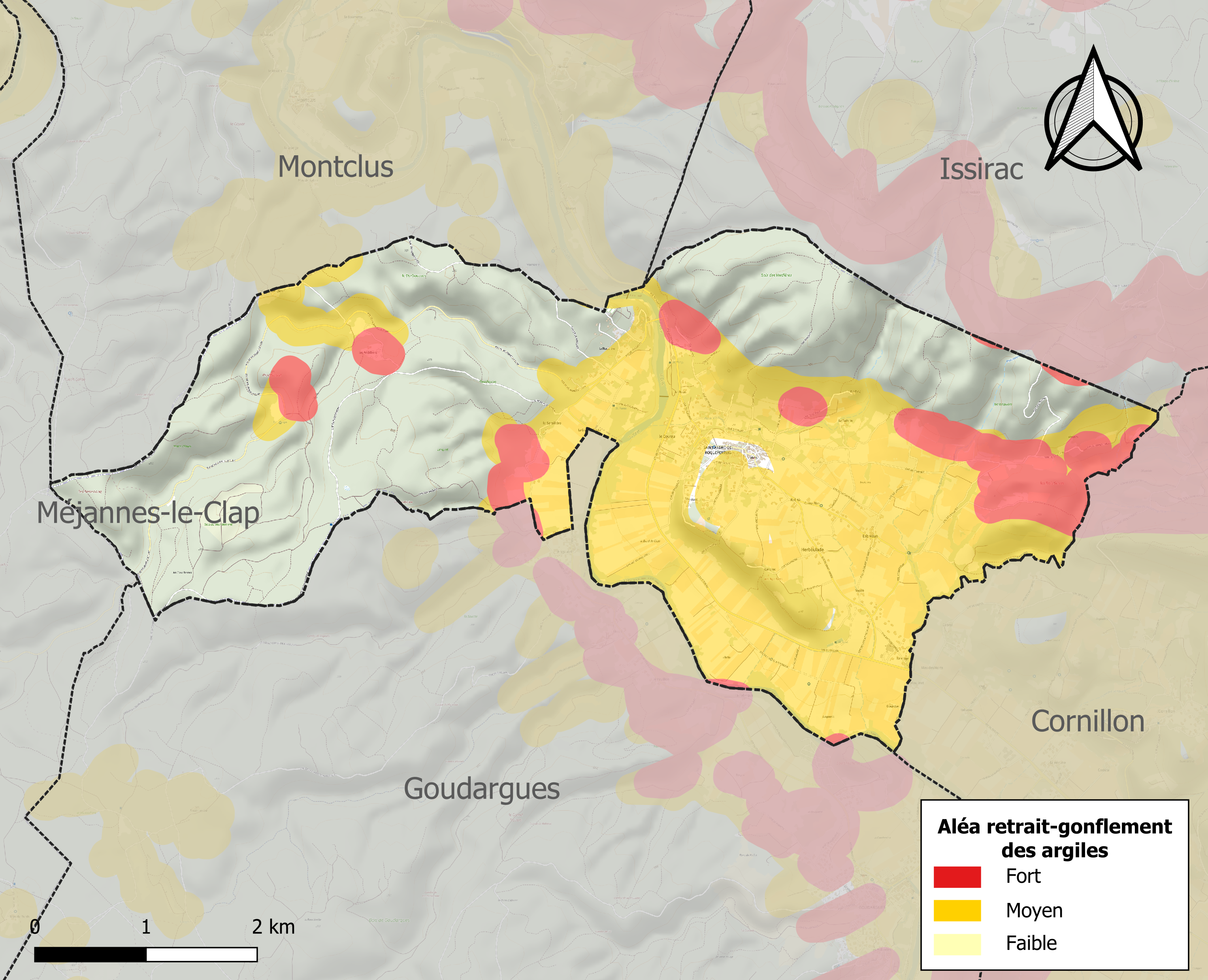
Carte des zones d'aléa retrait-gonflement des sols argileux de Saint-André-de-Roquepertuis.

Le retrait-gonflement des sols argileux est susceptible d'engendrer des dommages importants aux bâtiments en cas d’alternance de périodes de sécheresse et de pluie. 53,3 % de la superficie communale est en aléa moyen ou fort (67,5 % au niveau départemental et 48,5 % au niveau national). Sur les 353 bâtiments dénombrés sur la commune en 2019, 261 sont en aléa moyen ou fort, soit 74 %, à comparer aux 90 % au niveau départemental et 54 % au niveau national. Une cartographie de l'exposition du territoire national au retrait gonflement des sols argileux est disponible sur le site du BRGM,.
Par ailleurs, afin de mieux appréhender le risque d’affaissement de terrain, l'inventaire national des cavités souterraines permet de localiser celles situées sur la commune.

#### Risques technologiques
La commune est en outre située en aval du barrage de Sénéchas, un ouvrage de classe A doté d'un PPI. À ce titre elle est susceptible d’être touchée par l’onde de submersion consécutive à la rupture de cet ouvrage.

## Histoire

### Antiquité
La première occupation humaine avérée dans la commune date sans doute du IVe ou du IIIe siècle av. J.-C. Dans le quartier des Costes, on a trouvé les restes d'un oppidum, baptisé « des Combèzes » par F. Mazauric. Ce sont sans doute des Volques Arécomiques qui occupaient ce site. Cet oppidum faisait partie d'une série de cinq établissements qui contrôlait la vallée de la Cèze et la route vers les Cévennes.
En contrebas de l'oppidum, ont été découvertes des céramiques celtiques et gallo-romaines, ainsi que des sépultures à tuiles. À l'entrée des gorges de la Cèze, des tessons peints et des fragments d'amphores massaliotes ont été trouvés.

### Moyen Âge

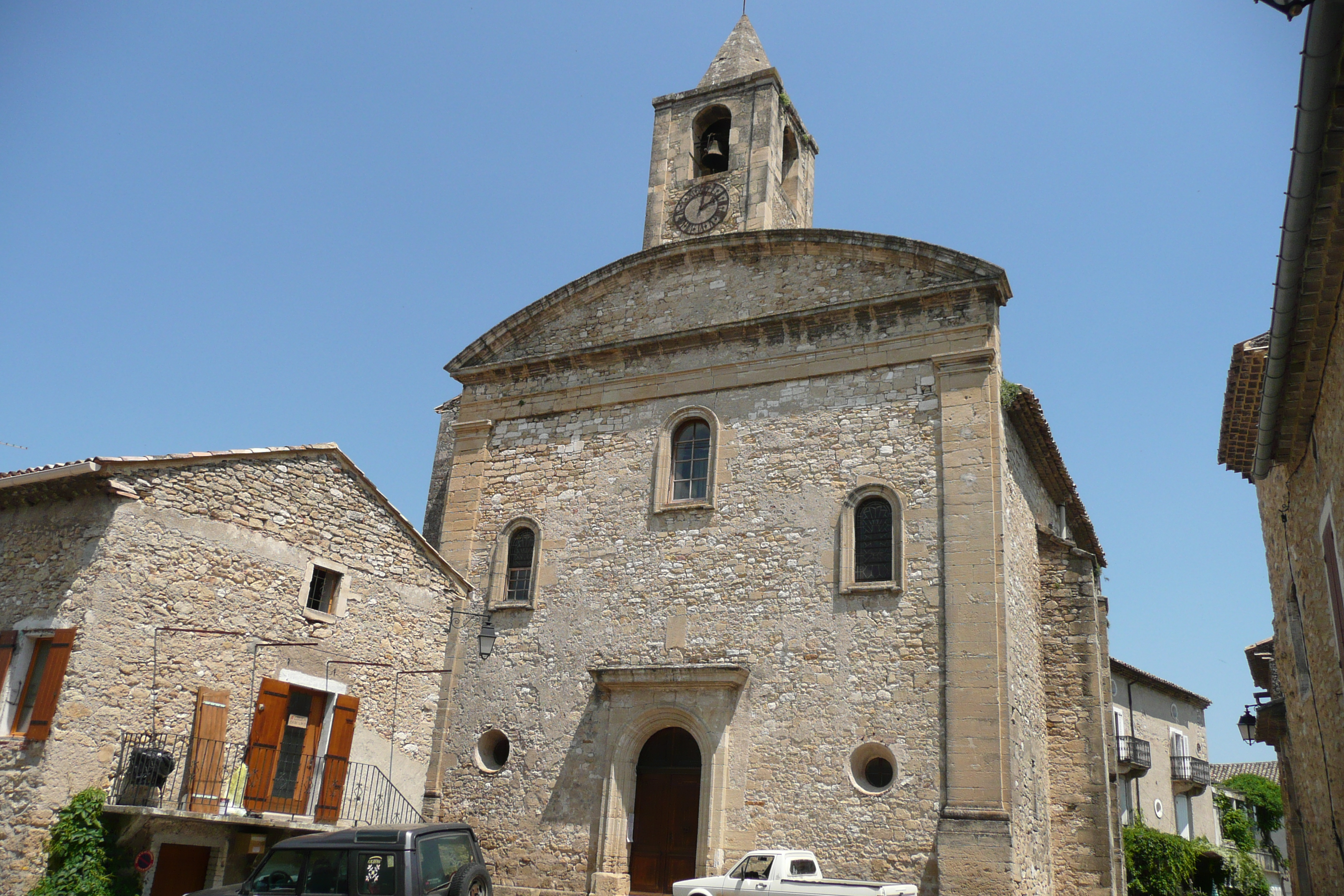
Église.

Au VIIIe siècle, une communauté rurale s'était constituée autour d'une chapelle. Il faut attendre le XIe siècle, vers 1025, pour que la chapelle rurale soit remplacée par l'église romane actuelle, dite église-forteresse, construite à l'initiative des bénédictins de Goudargues, car la communauté vivant sur le territoire de la commune est devenue plus importante. Cet édifice est dédié à l'apôtre saint André.
La première mention de la commune date de 1121, sous le nom de Sanctus-Andrea trans Rocam, Saint-André au-delà du Roc. La paroisse dépendait au religieux du diocèse d'Uzès, doyenné de Cornillon et au temporel du diocèse civil d'Uzès, l'un des vingt-trois diocèces du Languedoc.
Au XIVe siècle, le village est peu touché par la révolte des Tuchins, qui sévit entre Pont-Saint-Esprit, Baron et Montclus, à partir du printemps 1382. Le soulèvement est écrasé en 1384.

### Époque moderne
Au XVIe siècle, la Réforme protestante se répand dans la région, on compte alors environ 10 % de réformés dans le village. Mais au siècle suivant, l'autorité royale convertit de force les protestants de la région.
Au XVIIIe siècle, Saint-André faisait partie du marquisat de Montclus, propriété de la famille des Vogüé.

### Époque contemporaine

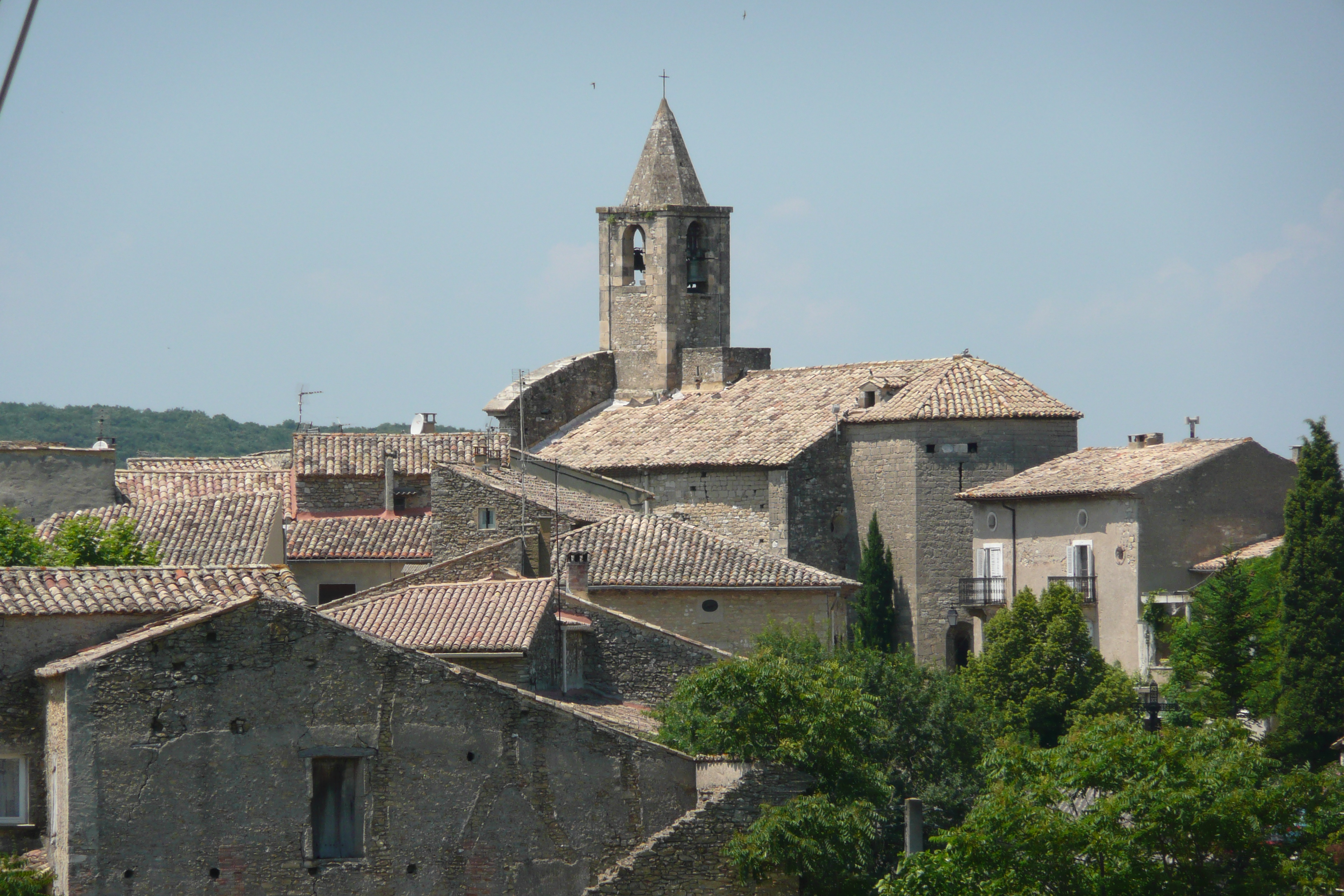
Vue générale.

Peu d'événements sont à noter durant la Révolution française ou sous le Premier Empire. Le village est peu touché par les trois rassemblements des fédérés du camp de Jalès, en Vivarais, de 1790 à 1792.
Au cours de la Révolution française, la commune porte provisoirement le nom de Roquepertuis.
À la fin du XIXe siècle, la culture de la vigne prend son expansion sur les terroirs de la commune.
Saint-André a payé un lourd tribut à la Première Guerre mondiale : trente-trois jeunes Saint-Andréens sont morts pour le pays, ce qui a eu pour conséquence que beaucoup de terres ont été laissées à l'abandon. En 1940, lors de la Débâcle, les habitants de Saint-André ont accueilli des réfugiés belges qui fuyaient l'avance des troupes nazies.
En 1944, Louis Riffard, boulanger du village, a été arrêté par les nazis torturé et exécuté à Pont-Saint-Esprit, car il ravitaillait le maquis « Bir-Hakeim » sur le plateau de Méjannes-le-Clap.
La commune de Saint-André-de-Roquepertuis a inauguré en 2010 l'Espace Louis-Riffard.[C'est-à-dire ?]

## Héraldique
| Blason de Saint-André-de-Roquepertuis | Blason  | Tranché : au premier de sinople à la grappe de raisin de gueules feuillée du champ, au second de sinople au pont de trois arches d'argent sur des ondes d'azur mouvant de la pointe, sommé d'un village d'or surmonté d'un soleil naissant du même ; à la bande losangée d'or et de gueules d'une tire brochant sur la partition. |
| Blason de Saint-André-de-Roquepertuis | Détails | Le statut officiel du blason reste à déterminer. |

## Politique et administration
| Période                                  | Période   | Identité              | Étiquette | Qualité                    |
| ---------------------------------------- | --------- | --------------------- | --------- | -------------------------- |
| 1792                                     | 1794      | Jacques-André Fournié |           |                            |
| 1794                                     | 1800      | François Charousset   |           |                            |
| 1801                                     | 1801      | Jean Bousquet         |           |                            |
| 1801                                     | 1807      | François Charousset   |           |                            |
| 1808                                     | 1822      | Joseph Clap           |           |                            |
| 1823                                     | 1830      | Pierre Raoux          |           |                            |
| 1830                                     | 1844      | Joseph Gérus          |           |                            |
| 1845                                     | 1845      | Pierre Baume          |           |                            |
| 1846                                     | 1848      | Joseph C. Gérus       |           |                            |
| 1848                                     | 1855      | Pierre Baume          |           |                            |
| 1855                                     | 1870      | Joseph C. Gérus       |           |                            |
| 1870                                     | 1871      | François Sorbier      |           |                            |
| 1871                                     | 1878      | Joseph Clap           |           |                            |
| 1878                                     | 1881      | Louis Vignal          |           |                            |
| 1881                                     | 1892      | Auguste Gérus         |           |                            |
| 1892                                     | 1894      | Vincnet Clap          |           |                            |
| 1894                                     | 1900      | Auguste Gérus         |           |                            |
| 1900                                     | 1904      | Léopold Clap          |           |                            |
| 1904                                     | 1912      | Laurent Riffard       |           |                            |
| 1912                                     | 1919      | Henri Lacroix         |           |                            |
| 1919                                     | 1944      | Urbain Roussière      |           |                            |
| 1944                                     | 1945      | Jules Riffard         |           | Président                  |
| 1944                                     | 1947      | Jules Riffard         |           |                            |
| 1947                                     | 1965      | Béatrix Monier        |           |                            |
| 1965                                     | 1995      | Pierre Balmet         |           |                            |
| 1995                                     | 1997      | Jacques Osternaud     |           |                            |
| 1997                                     | 1999      | M. Nanet              |           |                            |
| 1999                                     | 2001      | Francis Fasolo        |           |                            |
| mars 2001                                | mars 2008 | Jean-Marc Santoni     |           |                            |
| mars 2008                                | 2020      | Michel Coullomb       | DVG       | Retraité Fonction publique |
| 2020                                     | En cours  | Fabienne Michel       |           |                            |
| Les données manquantes sont à compléter. |           |                       |           |                            |

## Démographie
L'évolution du nombre d'habitants est connue à travers les recensements de la population effectués dans la commune depuis 1793. Pour les communes de moins de 10 000 habitants, une enquête de recensement portant sur toute la population est réalisée tous les cinq ans, les populations de référence des années intermédiaires étant quant à elles estimées par interpolation ou extrapolation. Pour la commune, le premier recensement exhaustif entrant dans le cadre du nouveau dispositif a été réalisé en 2008.

En 2022, la commune comptait 576 habitants, en évolution de −4,32 % par rapport à 2016 (Gard : +2,97 %, France hors Mayotte : +2,11 %).
| 1793 | 1800 | 1806 | 1821 | 1831 | 1836 | 1841 | 1846 | 1851 |
| ---- | ---- | ---- | ---- | ---- | ---- | ---- | ---- | ---- |
| 624  | 623  | 692  | 758  | 827  | 836  | 853  | 818  | 824  |

| 1856 | 1861 | 1866 | 1872 | 1876 | 1881 | 1886 | 1891 | 1896 |
| ---- | ---- | ---- | ---- | ---- | ---- | ---- | ---- | ---- |
| 830  | 825  | 796  | 694  | 660  | 653  | 656  | 653  | 587  |

| 1901 | 1906 | 1911 | 1921 | 1926 | 1931 | 1936 | 1946 | 1954 |
| ---- | ---- | ---- | ---- | ---- | ---- | ---- | ---- | ---- |
| 571  | 528  | 514  | 405  | 390  | 401  | 374  | 305  | 306  |

| 1962 | 1968 | 1975 | 1982 | 1990 | 1999 | 2006 | 2008 | 2013 |
| ---- | ---- | ---- | ---- | ---- | ---- | ---- | ---- | ---- |
| 279  | 291  | 288  | 273  | 361  | 397  | 495  | 523  | 594  |

| 2018 | 2022 | - | - | - | - | - | - | - |
| ---- | ---- | - | - | - | - | - | - | - |
| 585  | 576  | - | - | - | - | - | - | - |

## Économie

### Revenus
En 2018  (données Insee publiées en septembre 2021), la commune compte 255 ménages fiscaux, regroupant 559 personnes. La médiane du revenu disponible par unité de consommation est de 22 480 € (20 020 € dans le département).

### Emploi
|                | 2008   | 2013   | 2018 |
| -------------- | ------ | ------ | ---- |
| Commune        | 10 %   | 10,5 % | 12 % |
| Département    | 10,6 % | 12 %   | 12 % |
| France entière | 8,3 %  | 10 %   | 10 % |

En 2018, la population âgée de 15 à 64 ans s'élève à 334 personnes, parmi lesquelles on compte 74,9 % d'actifs (62,9 % ayant un emploi et 12 % de chômeurs) et 25,1 % d'inactifs,. En  2018, le taux de chômage communal (au sens du recensement) des 15-64 ans est supérieur à celui de la France et du département, alors qu'il était inférieur à celui du département en 2008.
La commune fait partie de la couronne de l'aire d'attraction de Bagnols-sur-Cèze, du fait qu'au moins 15 % des actifs travaillent dans le pôle,. Elle compte 55 emplois en 2018, contre 54 en 2013 et 45 en 2008. Le nombre d'actifs ayant un emploi résidant dans la commune est de 215, soit un indicateur de concentration d'emploi de 25,7 % et un taux d'activité parmi les 15 ans ou plus de 51,2 %.
Sur ces 215 actifs de 15 ans ou plus ayant un emploi, 42 travaillent dans la commune, soit 20 % des habitants. Pour se rendre au travail, 88,4 % des habitants utilisent un véhicule personnel ou de fonction à quatre roues, 2,3 % les transports en commun, 4,7 % s'y rendent en deux-roues, à vélo ou à pied et 4,7 % n'ont pas besoin de transport (travail au domicile).

### Activités hors agriculture

#### Secteurs d'activités
55 établissements sont implantés  à Saint-André-de-Roquepertuis au 31 décembre 2019. Le tableau ci-dessous en détaille le nombre par secteur d'activité et compare les ratios avec ceux du département,.
| Secteur d'activité                                                                                        | Commune | Commune | Département |
| Secteur d'activité                                                                                        | Nombre  | %       | %           |
| --- | ------- | ------- | ----------- |
| Ensemble                                                                                                  | 55      |         |             |
| Industrie manufacturière, industries extractives et autres                                                | 2       | 3,6 %   | (7,9 %)     |
| Construction                                                                                              | 14      | 25,5 %  | (15,5 %)    |
| Commerce de gros et de détail, transports, hébergement et restauration                                    | 21      | 38,2 %  | (30 %)      |
| Information et communication                                                                              | 3       | 5,5 %   | (2,2 %)     |
| Activités immobilières                                                                                    | 3       | 5,5 %   | (4,1 %)     |
| Activités spécialisées, scientifiques et techniques et activités de services administratifs et de soutien | 8       | 14,5 %  | (14,9 %)    |
| Administration publique, enseignement, santé humaine et action sociale                                    | 2       | 3,6 %   | (13,5 %)    |
| Autres activités de services                                                                              | 2       | 3,6 %   | (8,8 %)     |

Le secteur du commerce de gros et de détail, des transports, de l'hébergement et de la restauration est prépondérant sur la commune puisqu'il représente 38,2 % du nombre total d'établissements de la commune (21 sur les 55 entreprises implantées  à Saint-André-de-Roquepertuis), contre 30 % au niveau départemental.

#### Entreprises et commerces
Les deux entreprises ayant leur siège social sur le territoire communal qui génèrent le plus de chiffre d'affaires en 2020 sont : 
- Luxury Consult, conseil pour les affaires et autres conseils de gestion (40 k€)
- Ag2A, analyses, essais et inspections techniques (30 k€)

### Agriculture
La commune est dans les Garrigues, une petite région agricole occupant le centre du département du Gard. En 2020, l'orientation technico-économique de l'agriculture  sur la commune est la viticulture. 
|               | 1988 | 2000 | 2010 | 2020 |
| ------------- | ---- | ---- | ---- | ---- |
| Exploitations |      |      |      | 16   |
| SAU (ha)      |      |      |      | 141  |

Le nombre d'exploitations agricoles en activité et ayant leur siège dans la commune est de 0 lors du recensement agricole de 1988  à 0 en 2000 puis à 0 en 2010 et enfin à 16 en 2020.

## Culture locale et patrimoine

### Lieux et monuments
- L'église Saint-André.
- La Madone.
- Le lavoir du Valat.
- Le pont de Saint-André.

### Personnalités liées à la commune
- André Rieu, musicien néerlandais et francophone, dont la famille huguenote, victime de la Révocation de l'édit de Nantes, a fui aux Pays-Bas.